# Binh đoàn 16, Bộ Quốc phòng (Việt Nam)
Binh đoàn 16  trực thuộc Bộ Quốc phòng Việt Nam là một đơn vị kinh tế quốc phòng của Quân đội nhân dân Việt Nam. Binh đoàn có tên giao dịch kinh tế là Tổng công ty 16. giúp xây dựng các khu kinh tế kết hợp với quốc phòng, khu dân cư xã hội trên địa bàn vùng sâu, xa, miền núi, dân tộc dọc tuyến biên giới Tây Nam Tổ quốc thuộc tỉnh Bình Phước và tỉnh Đắk Lắk (cũ)

## Lãnh đạo hiện nay
- Tư lệnh: Thiếu tướng Phạm Bá Hiền
- Bí thư - Phó Tư lệnh: Đại tá Trịnh Phạm Hòa
- Phó Tư lệnh: Đại tá Đoàn Ngọc Quả
- Phó Tư lệnh: Đại tá Lê Đức Hiền

## Tổ chức
- Phòng Tham mưu
- Phòng Chính tri
- Phòng Hậu cần
- Phòng Kỹ thuật
- Phòng Tài chính - Kế toán
- Phòng Đầu tư XDCB
- Phòng Quản lý dự án
- Phòng Kỹ thuật khai thác mỏ
- Phòng Vật tư xe máy
- Phòng Quản lý, xuất nhập khẩu tiêu thụ sản phẩm
- Phòng Kế hoạch Kinh doanh
- Phòng Tổ chức Lao động
- Văn phòng Bộ Tư lệnh
- Phòng Điều tra hình sự
- Thanh tra Binh đoàn
- Bệnh viện Quân dân y 16[4]
- Trung đoàn 717 (quản lý, khai thác cao su)[5]
- Trung đoàn 719[6]
- Trung đoàn 720 (quản lý, khai thác cà phê vối)[7]
- Trung đoàn 726 (quản lý, chăn nuôi trâu, bò giống)[8]
- Trung đoàn 728 (khảo sát, thiết kế xây dựng)
- Trung tâm xử lý bom mìn
- Xí nghiệp Khai thác khoáng sản 16
- Xí nghiệp Khai thác, chế biến, kinh doanh XNK than khoáng sản 16

## Thành tích
- Trải qua hơn 20 năm xây dựng và phát triển, đến nay Binh đoàn đã cùng 3 địa phương nói trên đã tiếp nhận, sắp xếp việc làm, ổn định cuộc sống cho hơn 5.400 hộ dân với 25 ngàn nhân khẩu, trong đó có 1.900 hộ đồng bào dân tộc thiểu số
- Huân chương Lao động hạng ba năm 2008
- Huân chương Lao động hạng Nhì năm 2013.

## Tư lệnh, Tổng giám đốc qua các thời kỳ
- Thiếu tướng Hà Thiệu
- Thiếu tướng Nguyễn Doãn Não
- Thiếu tướng Lê Đức Thọ[9]
- 2015-05/11/2022 Trung tướng Phạm Ngọc Tuấn, nguyên Phó Tổng Giám đốc Tổng công ty Đông Bắc

## Chính ủy qua các thời kỳ
- Đại tá Trương Văn Hoa;
- Đại tá Huỳnh Thiện Hung;
- Thiếu tướng Trần Đinh Hạng;
- Thiếu tướng Võ Quyết Chiến;
- Từ 2015 các Binh đoàn không thực hiện chức danh Chính uỷ.Đại tá Hà Huy Tân Phó Tư lệnh làm Bí thư Đảng ủy (2015-2019).Đại tá Lê Quang Sáu giữ chức từ năm 2019 đến nay